# Nhóm ngôn ngữ Mã Lai-Đa Đảo Trung
Nhóm ngôn ngữ Mã Lay-Đa Đảo Trung Tâm-Đông (CEMP) tạo thành một nhánh được đề xuất của ngữ tộc Mã Lay-Đa Đảo bao gồm hơn 700 ngôn ngữ (R. 1993).

## Phân bố
Nhóm ngôn ngữ Mã Lay-Đa Đảo Trung Tâm-Đông  được nói ở quần đảo Sunda Nhỏ và đảo Maluku thuộc biển Banda, khu vực tỉnh Đông Nusa Tenggara và Maluku của Indonesia và Đông Timor (ngoại trừ các ngôn ngữ Papua của Timor và các hòn đảo lân cận), nhưng với tiếng Bima kéo dài đến nửa phía đông của đảo Sumbawa thuộc tỉnh Tây Nusa Tenggara và tiếng Sula của quần đảo Sula ở góc tây nam của tỉnh Bắc Maluku. Các hòn đảo chính trong khu vực này là Sumbawa, Sumba, Flores, Timor, Buru và Seram. Các ngôn ngữ lớn nhất về số lượng người nói là Nggahi Mbojo (tiếng Biman), tiếng Manggarai của miền tây Flores, tiếng Uab Meto của Tây Timor và Tetum-ngôn ngữ quốc gia của Đông Timor.

## Phân nhóm
Trong đề xuất ban đầu, CEMP được chia thành Mã Lai-Đa Đảo Trung (CMP) và Mã Lai-Đa Đảo Đông (EMP). Tuy nhiên, CMP thường được hiểu là một thuật ngữ bao gồm các ngôn ngữ không phải EMP trong CEMP, tạo thành một mối liên kết gắn bó chứ không phải là một nhánh hợp lệ.
Các ngôn ngữ Mã Lai-Đa Đảo Trung có thể tạo thành một mối liên kết. Chúng hầu hết được chứng thực kém, nhưng chúng dường như không tạo thành một nhóm thống nhất. Nhiều đặc điểm xác định được đề xuất của CMP không được tìm thấy trong các vùng rìa của khu vực. Do đó một số nhà ngôn ngữ học coi đó là một mối liên kết; một phân loại bảo thủ có thể coi CMP là một thuật ngữ thuận tiện cho những ngôn ngữ Trung Tâm-Đông chứ không phải là Mã Lai-Đa Đảo Đông (Grimes 1991).
Nhóm ngôn ngữ Mã Lai-Đa Đảo Đông mở rộng từ bờ biển Halmahera băng qua Thái Bình Dương. Phân nhóm này vẫn còn gây tranh cãi vì nó chỉ dựa trên bằng chứng từ vựng, không có sự đổi mới về âm vị học được chia sẻ. Ngược lại, hai nhánh riêng lẻ, Halmahera Nam-New Guinea Tây và ngữ chi Châu Đại Dương, mỗi nhánh được xác định rõ bởi các đổi mới về âm vị học và từ vựng, được chấp nhận phổ biến như là các nhóm nhỏ hợp lệ.

### Sự tranh cãi
CEMP bị từ chối là một nhánh hợp lệ bởi Donohue & Grimes (2008) , người không coi CEMP thậm chí là một mối liên kết. Donohue & Grimes (2008) cho rằng nhiều đặc điểm được tìm thấy trong các ngôn ngữ CMP hoặc CEMP cũng được tìm thấy trong nhóm ngôn ngữ Mã Lai-Đa Đảo Tây nguyên thủy hơn và thậm chí cả trong nhóm ngôn ngữ Formosa.

## Ngôn ngữ
- Nhóm ngôn ngữ Mã Lai-Đa Đảo Trung Tâm 
  - Tiếng Bima, được nói ở nửa phía đông của đảo Sumbawa.
  - Nhóm ngôn ngữ Sumba-Flores, được nói trên và xung quanh các đảo Sumba và miền tây-trung tâm Flores ở quần đảo Sunder Nhỏ.
  - Nhóm ngôn ngữ Flores-Lembata, được nói ở quần đảo Sunder Nhỏ, ở phía đông Flores và các đảo nhỏ phía đông đảo Flores.
  - Nhóm ngôn ngữ Selaru, được nói ở quần đảo Tanimbar của Indonesia.
  - Nhóm ngôn ngữ Kei-Tanimbar, được nói ở quần đảo Kai và quần đảo Tanimbar nằm ở phía nam quần đảo Malukus, và ở phía bắc của bán đảo Bomberai.
  - Nhóm ngôn ngữ Aru, được nói trên quần đảo Aru ở Indonesia.
  - Nhóm ngôn ngữ Maluku Trung Tâm, được nói chủ yếu trên Seram, Buru, Ambon, Kai và quần đảo Sula.
  - Nhóm ngôn ngữ Timor, được nói trên quần đảo Timor, lân cận Wetar và Maluku Tây Bắc ở phía đông.
  - Tiếng Kowiai, được nói trên bán đảo Bomberai ở New Guinea.
  - Tiếng Teor-Kur, được nói gần đảo Kai, Indonesia.
- Nhóm ngôn ngữ Mã Lai-Đa Đảo Đông 
  - Nhóm ngôn ngữ Halmahera Nam-New Guinea Tây, được nói trên các đảo và dọc theo bờ biển Halmahera trong tỉnh Bắc Maluku, tỉnh Papua và Tây Papua.
  - Ngữ chi Châu Đại Dương, được nói ở Polynesia, cũng như phần lớn Melanesia và Micronesia.